# الإضافة اللفظية
الإضافة اللفظية في النحو هي الإضافة لفظا أي بواسطة حرف جر ظاهر وخلافها التقديرية. قال صاحب كشاف اصطلاحات الفنون الإضافة هي عند النحاة نسبة شيء إلى شيء بواسطة حرف الجر لفظا أو تقديرا مرادا. والشيء يعم الفعل والاسم، والشيء المنسوب يسمّطى مضافا والمنسوب إليه مضافا إليه. وقيد بواسطة حرف الجر احتراز عن مثل الفاعل والمفعول نحو ضرب زيد عمروا فإن ضرب نسب إليهما لكن لا بواسطة حرف جر. اهـ